# Escudo de Nepal
La última versión del escudo de Nepal fue adoptada el 13 de junio de 2020. En la parte superior del escudo aparece la bandera de Nepal, situada sobre una representación del Monte Everest que está precedida de unas colinas verdes, símbolo de las regiones montañosas del país y de una silueta blanca con la forma de Nepal. 
Bajo la silueta del país aparecen, tomados de la mano, un brazo masculino y otro femenino simbolizando la igualdad de género. 
Los elementos del escudo mencionados aparecen rodeados por una guirnalda hecha con flores y hojas de rododendro (esta flor es uno de los símbolos nacionales).
En la parte inferior del escudo aparece representada con el color amarillo o dorado la fertilidad de la región de Terai, una corona de laurel trazada esquemáticamente y una cinta de color rojo en la que aparece escrito en sánscrito el lema nacional: जननी जन्मभूमिश्च स्वर्गादपी गरीयसी (jananī janmabhūmiśca svargādapi garīyasī) que significa "La madre y la patria son más grandes que el Reino de los Cielos" (Svarga). 
La versión vigente hasta el 28 de mayo de 2008 estuvo compuesta por una guirnalda de flores, una vaca blanca, un faisán verde; dos soldados Gurkha, uno que lleva un khukri (cuchillo curvo también conocido como cuchillo gurkha) y un arco con flecha, y el otro con un rifle moderno. También mostraba una montaña que simboliza los Himalaya; la luna y el sol, ambos con caras que llevan marcas de casta hindú, dos khukris y dos banderas nepalesas cruzadas; las huellas de Gorakhnath, la deidad guardián de los Gurkhas, y la corona real. En la base del escudo había un pergamino rojo que llevaba escrito el lema nacional en Sánscrito, "जननी जन्मभूमिष्च स्वर्गादपि गरियसि " el cual traducido al español significa La Patria vale más que el Reino de los Cielos. De 1935 a 1962, las armas también llevaban el lema secundario en latín, "Dulce et decorum est pro patria mori", una frase muy utilizada en la Roma Antigua que proviene de un poema lírico escrito por el poeta Horacio. Su traducción significa "Dulce y honorable es morir por la patria".

## Escudos históricos

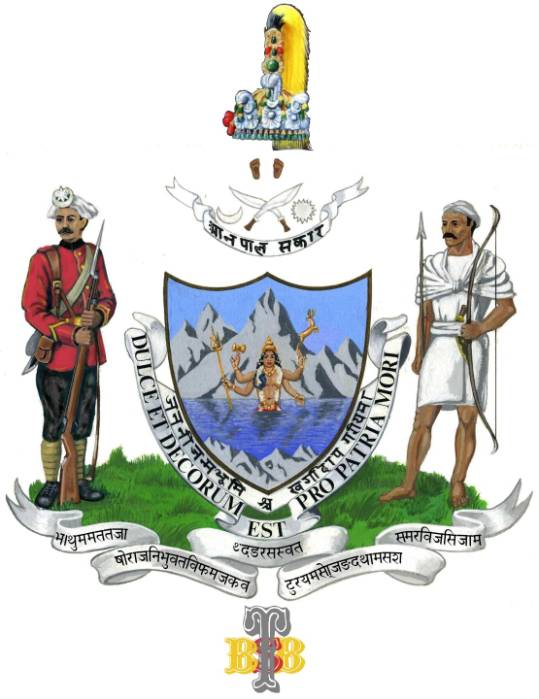
Escudo de armas del Reino de Nepal (1935)
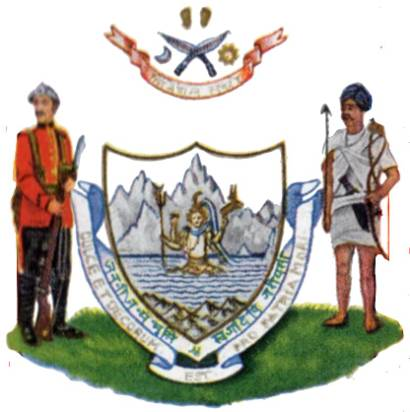
Escudo de armas del Reino de Nepal (1935-1946)
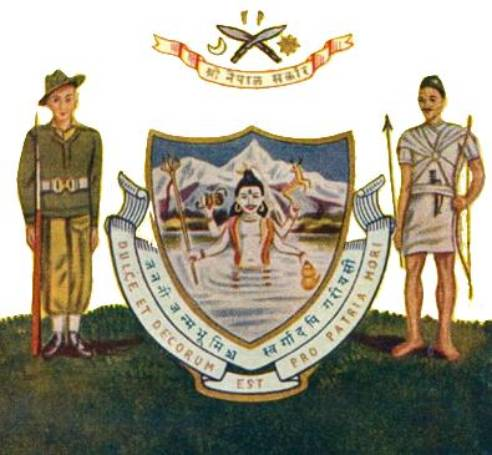
Escudo de armas del Reino de Nepal (1946-1962)
Escudo de armas del Reino de Nepal (1962-2008)
Emblema de Nepal (2008-2020)